# Listă de prozatori români
- Dimitrie Cantemir (1673-1723)
- Gheorghe Asachi (1788-1869)
- Costache Negruzzi (1808-1868)
- Ion Ghica (1817-1897)
- Alexandru Odobescu (1834-1895)
- Bogdan Petriceicu-Hasdeu (1838-1907)
- Iosif Vulcan (1841-1907)
- Ion Creangă (1839-1889)
- Ioan Slavici (1848-1925)
- Duiliu Zamfirescu (1858-1922)
- Ion Agârbiceanu (1882-1963)
- Hortensia Papadat-Bengescu (1876-1955)
- Emil Gârleanu (1878-1914)
- Gala Galaction (1879-1961)
- Urmuz (1883-1923)
- Panait Istrati (1884 - 1935)
- Vasile Voiculescu (1884-1963)
- Mateiu Caragiale (1885-1936)
- Liviu Rebreanu (1885-1944)
- Cezar Petrescu (1892-1961)
- Alexandru O. Teodoreanu-Păstorel (1894-1964)
- Gib Mihăescu (1894-1934)
- Ury Benador (1895-1971)
- Ionel Teodoreanu (1897-1954)
- Mihail Sadoveanu (1889-1961)
- Cornelia Păun Heinzel
- Camil Petrescu (1894-1957)
- Alexandru Mironescu (1903-1973)
- Felix Aderca (1891-1962)
- Ion Călugăru (1902-1956)
- Sașa Pană (1902-1981)
- Mircea Eliade (1907-1986)
- Geo Bogza (1908-1993 )
- Zaharia Stancu (1902-1974)
- Pavel Chihaia (născut 1922)
- Nicolae Breban (născut 1934)
- Marin Preda (1922-1980)
- Grid Modorcea (născut 1944)
- Ioan Ianolide
- Radu Petrescu
- Mircea Horia Simionescu (1928-2011)
- Ștefan Bănulescu (1926-1998) )
- Petru Dumitriu(1924-2002)
- Ion Druță (născut 1928)
- Augustin Buzura (1938-2017)
- Gabriela Adameșteanu (născută 1942)
- Dora Pavel (născută 1946)
- Petru Popescu (născut 1946)
- Mirela Roznoveanu  (născută 1947)
- Bedros Horasangian (născut 1947)
- Ștefan Agopian (născut 1947)
- Mircea Nedelciu (1950-1999)
- Gheorghe Crăciun (1950-2007))
- Mircea Cărtărescu (născut 1956)
- Simona Popescu (născută 1965)
- Gheorghe Iova (1950-2019)
- Ioan Lăcustă
- Ioan Groșan
- Ioan Mihai Cochinescu (născut 1951)
- Constantin Virgil Gheorghiu
- Petre Anghel
- Constantin Zărnescu (născut 1949)
- Sorin Preda
- Gheorghe Ene
- Dan Perșa
- Alexandru Vakulovski
- Doina Ruști (n. 1957)
- Ion Marin Sadoveanu (1893-1964)
- Radu Aldulescu (n. 1954)
- Dan Stanca (n. 1956)
- Dan Grădinaru  (n. 1951)
- Eugen Mihăescu (n. 1952)
- Șerban Tomșa (n. 1956)
- Radu Jörgensen (n. 1962)
- Bogdan Suceavă (n. 1969)
- Igor Ursenco (n. 1971)
- Ștefan Baștovoi
- Marius Ianuș
- Ion Anton (n.1950)
- Nicolae Stan (n.1953)